# اسکارلت استیونز
اسکارلت استیونز یک خواننده/درامر استرالیایی از گروه مستقل سان سیسکو، فلیرز و گروه گرانج کریستال‌های گتو است. او در ضبط‌های باب ایوانز و ایلی اجرا کرده‌است. او دختر فیل استیونز، مدیر سه‌گانه جان باتلر و وایف‌ها است.
در سال ۲۰۱۴ او یک پروژه جانبی، یک گروه دو تکه هیپ هاپ الکترونیکی، کریستال‌های گتو، با داگ می (گیتاریست و برادر اب می) تأسیس کرد.

## آهنگ‌شناسی

### تک آهنگها

#### تک آهنگ‌های برجسته
| "برو" (باب ایوانز با حضور اسکارلت استیونز)                            | ۲۰۱۳ | ۴۱ | غریبه آشنا |
| " طناب محکم " (ایلی با حضور اسکارلت استیونز)                          | ۲۰۱۴ | ۱۸ | سینمایی    |
| "—" نشان‌دهنده نسخه‌هایی است که در نمودار قرار نگرفته یا منتشر نشده‌اند. |      |    |            |